# Lægeuddannelsen i Danmark
Lægeuddannelsen i Danmark er en statslig uddannelse i human lægevidenskab. En person, der er i gang med en sådan uddannelse, kaldes lægestuderende eller medicinstuderende (stud.med.), og en person, der har fuldført uddannelsen, erhverver sig derved kandidatgraden i medicin, cand.med. Efter opnåelse af kandidatgraden og aflæggelse af lægeløftet opnår kandidaten autorisation som læge og dermed retten til at kalde sig læge.

## Uddannelsens opbygning
Lægeuddannelsen er i Danmark normeret til i alt 6 år (tidligere 6½ år) og kan læses ved Københavns Universitet, Aarhus Universitet, Syddansk Universitet og Aalborg Universitet. Uddannelsen er opdelt i en bacheloruddannelse i medicin, der varer 3 år, og leder til titlen bachelor i medicin (BSc i medicin), efterfulgt af en kandidatuddannelse i medicin, der leder til titlen candidatus/candidata medicinae (cand.med.). Uddannelsen er SU-berettiget. Uddannelsens indhold besluttes af det enkelte universitets studienævn og reguleres ved en studieordning, hvorfor uddannelsens specifikke indhold er forskelligt for hvert enkelt af de 4 universiteter, der udbyder uddannelsen.
Undervisningen inddeles groft betragtet i en præklinisk og en klinisk del. Den prækliniske del er placeret på bacheloruddannelsen og gennemgår bl.a. det raske menneskes anatomi og fysiologi, ligesom der undervises i de understøttende videnskaber som f.eks. biokemi og biofysik. Senere ligger den kliniske del, der primært er placeret på kandidatuddannelsen, hvor sygdomsgrupper, deres diagnostik og behandling gennemgås teoretisk og ved kliniske ophold på universitetshospitalsafdelinger. Der undervises endvidere i en række andre relevante samfunds- og adfærdsfag som statistik, epidemiologi, socialmedicin, psykologi og parakliniske fag som farmakologi, klinisk biokemi, mikrobiologi og radiologi. Omfanget, længden og bedømmelsesformen af de forskellige kurser, er forskelligt for de fire universiteter, og der sker løbende ændringer af studieordningen.
På flere universiteter afsluttes uddannelsen med en embedseksamen, som omfatter pensum fra flere af de foregående studieår. Embedseksamen er afskaffet ved Københavns Universitet.

## Optagelse
Optagelse på bacheloruddannelsen i medicin foregår igennem Den Koordinerede Tilmelding og forudsætter en almen studentereksamen (stx), hf-eksamen (hf), teknisk studentereksamen (htx), merkantil studentereksamen (hhx), den erhvervsfaglige studentereksamen (EUX) eller en tilsvarende udenlandsk eller international eksamen. De specifikke adgangskrav for optagelse på bacheloruddannelsen er dansk A, engelsk B, matematik A, samt enten kemi B og fysik B eller fysik B og bioteknologi A eller geovidenskab A og kemi B eller kemi B, biologi A og fysik C. I 2021 var adgangskvotienterne for optagelse via kvote 1:
- Københavns Universitet: 10,5
- Syddansk Universitet: 10,4
- Aarhus Universitet: 10,2
- Aalborg Universitet: 10,1

## Lægelig videreuddannelse
Umiddelbart efter afslutningen af kandidatuddannelsen tilbydes alle kandidater i medicin at aflægge lægeløftet ved deres respektive universitet. Aflæggelsen af løftet er en forudsætning for opnåelse af autorisation som læge, og da dette er en beskyttet titel og forudsætter autorisation udstedt af Styrelsen for Patientsikkerhed, kan kandidaten først herefter kalde sig læge. I de fleste tilfælde vil nyuddannede læger herefter indgå i et videre postgraduat uddannelsesforløb, enten et klinisk uddannelsesforløb organiseret af Sundhedsstyrelsen eller et akademisk uddannelsesforløb i form af ph.d.-uddannelsen. Videreuddannelse er ikke obligatorisk, men er en forudsætning for ansættelse i lægelige slutstillinger i den offentlige sektor.

### Klinisk basisuddannelse (KBU)
Klinisk basisuddannelse (KBU) er en formaliseret klinisk lægelig videreuddannelse organiseret af Sundhedsstyrelsen, som har til formål at uddanne lægen til selvstændigt virke som læge. Efter afslutningen af KBU vil lægen i tillæg til sin lægeautorisation få ret til selvstændigt virke som læge. Retten til selvstændigt virke er en forudsætning for at arbejde uden supervision, ligesom det er en forudsætning for at udøve lægearbejde i selvstændigt erhvervsøjemed, fx i en lægepraksis.
KBU udgøres af to ansættelser a 6 måneders varighed (12 måneder i alt) på en hospitalsafdeling samt i en almen praksis. Enkelte forløb foregår på to hospitalsafdelinger. Læger i KBU er ansat i Danmarks regioner og har stillingsbetegnelsen læge (trin 1), indtil 2022 benævnt reservelæge, og modtager løn efter overenskomst mellem Yngre Læger og Regionernes Lønnings- og Takstnævn (RLTN). I løbet af de 12 måneder er der 9 dages obligatoriske kurser i kommunikation, læring og akut behandling og ambulancetransport.

### Speciallægeuddannelsen
Speciallægeuddannelsen er en formaliseret klinisk lægelig videreuddannelse, som har til formål at uddanne lægen til speciallæge i en af de 39 anerkendte lægelige specialer. Speciallægeuddannelsen består af en ansættelse i en introduktionsstilling på 12 måneder (dog 6 måneder for speciallægeuddannelsen i almen medicin, hvis lægen i KBU har haft 6 måneders ophold i en almen praksis), efterfulgt af en hoveduddannelsesstilling (HU-stilling) på 4-5 år i et givent speciale. Sundhedsstyrelsen afgør, hvilke områder der anerkendes som et speciale, i hvilket en læge kan opnå autorisation. Det er ligeledes Sundhedsstyrelsen, der fastsætter uddannelseskravene til og speciallægekompetencerne i de enkelte specialer. Antallet af uddannelsesstillinger i de 39 specialer dimensioneres af Sundhedsstyrelsen ud fra prognoser for behovet for speciallæger i disse stillinger.
Ansættelse i en introduktionsstilling har til formål at give den uddannelsessøgende læge mulighed for at stifte bekendtskab med det speciale, som lægen senere muligvis vil specialisere sig i, før lægen endeligt søger en hoveduddannelsesstilling. Introduktionsuddannelsen for fælles for de intern medicinske specialer. Læger ansat i introduktionsstillinger er på hospitaler ansat med stillingsbetegnelsen læge (trin 1), indtil 2022 reservelæge, eller i almen praksis med stillingsbetegnelsen introduktionsamenuensis. Læger ansat i hoveduddannelsesstillinger er på hospitaler ansat med stillingsbetegnelsen læge (trin 1) og forfremmes efter 5 års anciennitet som læge til læge (trin 2), indtil 2022 benævnt 1. reservelæge.
Hvorvidt en uddannelsessøgende læge skal opnå ansættelse i en stilling på speciallægeuddannelsen vurderes ud fra de 7 lægeroller, der også tjener til prioritering mellem flere kandidater, hvis antallet af udbudte stillinger er mindre end antallet af ansøgere. De 7 lægeroller er:
1. Medicinsk ekspert
2. Kommunikator
3. Samarbejder
4. Leder/administrator/organisator
5. Sundhedsfremmer
6. Akademiker/ forsker og underviser
7. Professionel

De faglige selskaber i de forskellige specialer vægter forskellige roller forskelligt, idet det tilstræbes, at læger for at blive ansat i en HU-stilling har dokumenterbare kompetencer i hver af de 7 lægeroller. Læger, der mangler kompetencer på et eller flere af rollerne, får ved et afslag til en HU-stilling at vide, hvor de skal forbedre deres kompetencer, og dette kan ofte gøres ved supplerende ansættelser i uklassificerede lægelige stillinger (dvs. stillinger, der ikke indgår i den direkte vej til speciallæge), ved at påtage sig ekstra frivillige aktiviteter, kurser, m.v. Da nogle specialer har få udbudte uddannelsesforløb ift. antallet af ansøgere, vil nogle af specialerne blive relativt mere kompetetive end andre, selvom det absolutte antal af ansøgere er lavt: eksempelvis havde specialet neurokirurgi 11 ansøgere per besat plads i 2021, mens det samme tal var 1,6 ansøgere per besat plads for almen medicin. Dog havde neurokirurgi kun 33 ansøgere i alt, mens almen medicin havde 432.
Slutstillingsbetegnelserne for speciallæger er praktiserende speciallæge, afdelingslæge, overlæge, ledende overlæge, cheflæge og professor.

### Akademisk videreuddannelse
Som kandidat i medicin er der mulighed for en formaliseret ph.d.-uddannelse med tilknytning til et universitet. En ph.d.-grad har til formål at uddanne kandidaten i at bedrive selvstændig forskning, men den bruges også som dokumentation for rollen som akademiker i de 7 lægeroller (se ovenfor).